# Olba

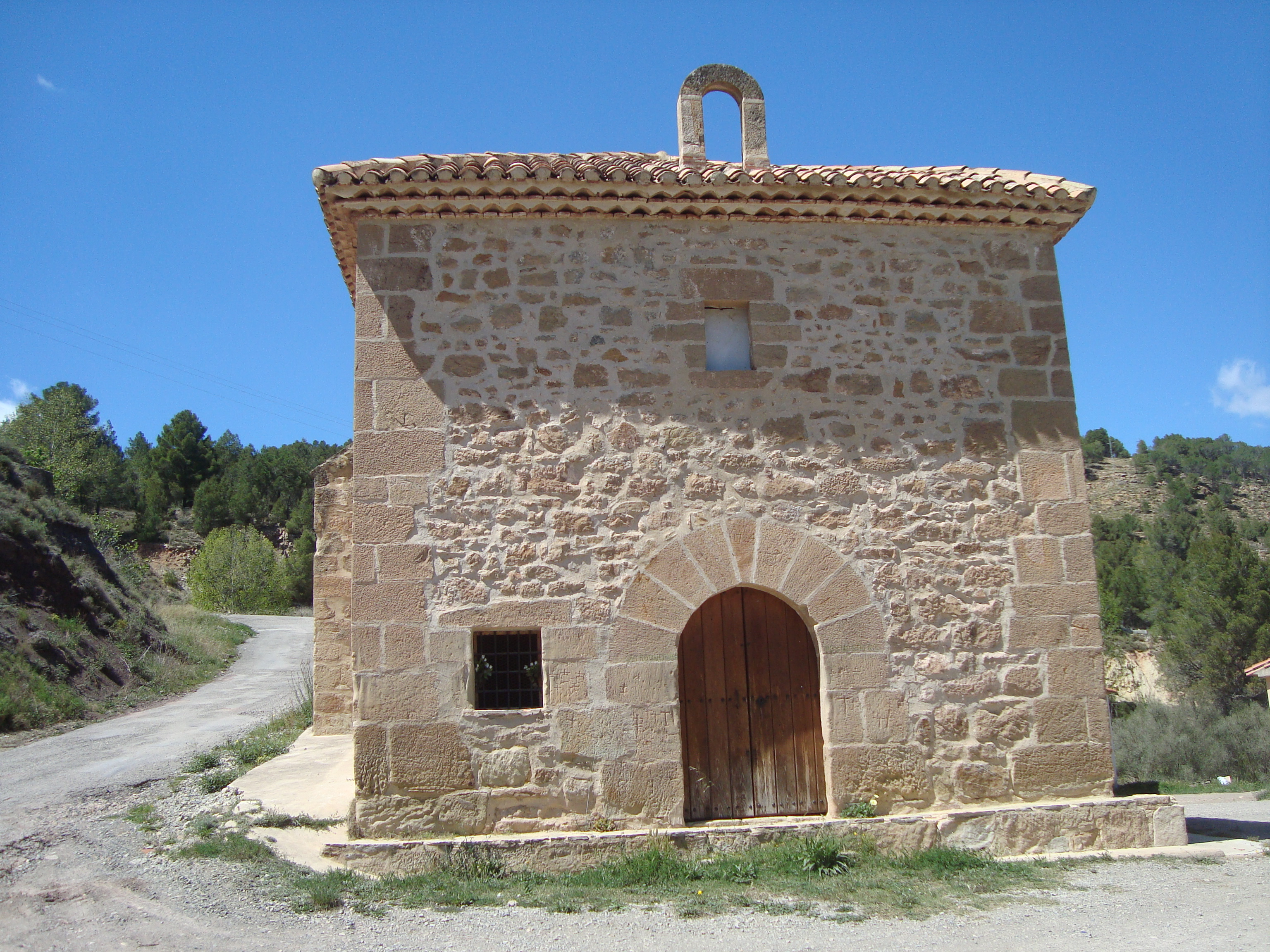
Ermita de San Roque (Olba)

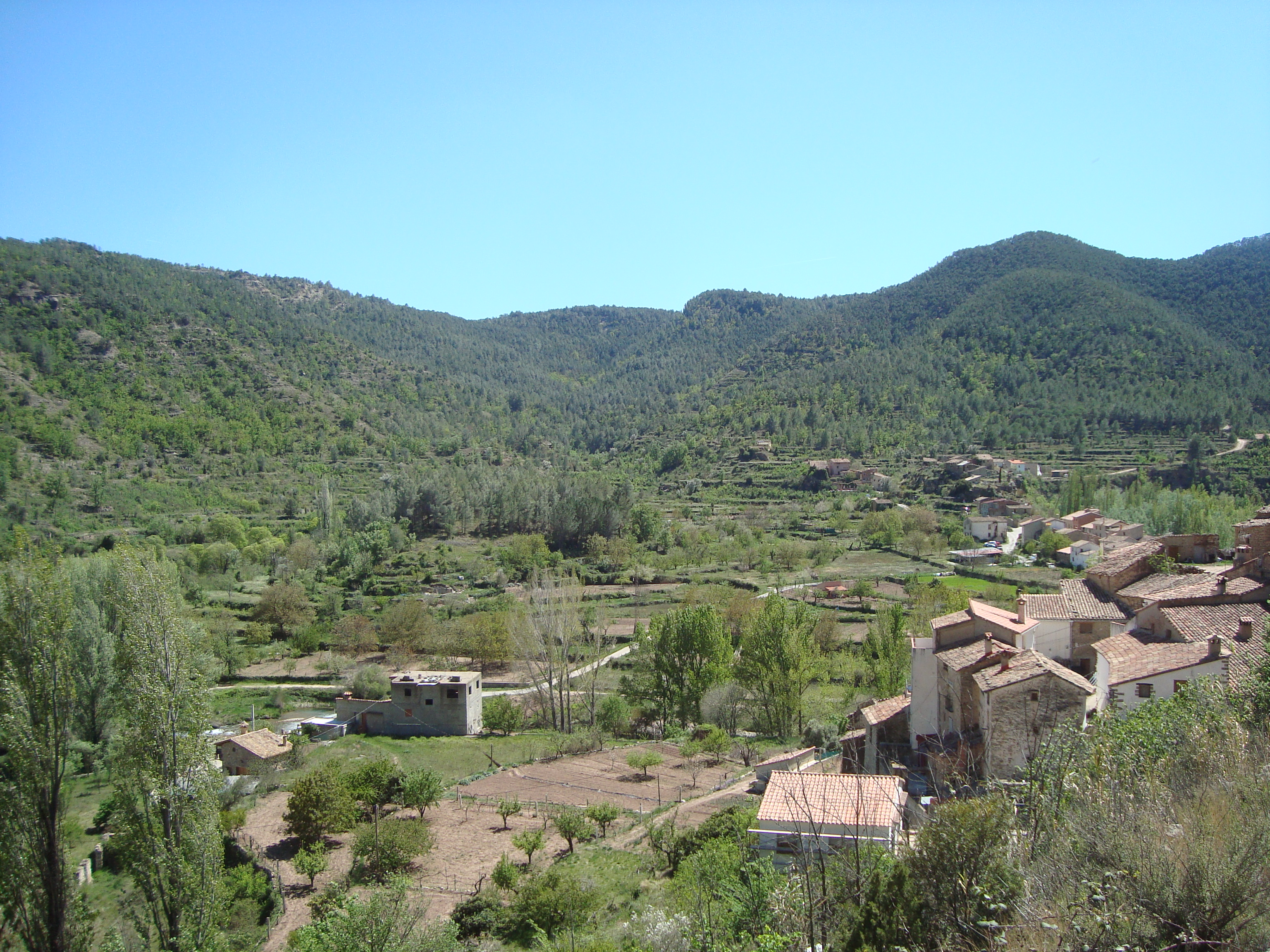
Valle de Olba (Teruel, Aragón)

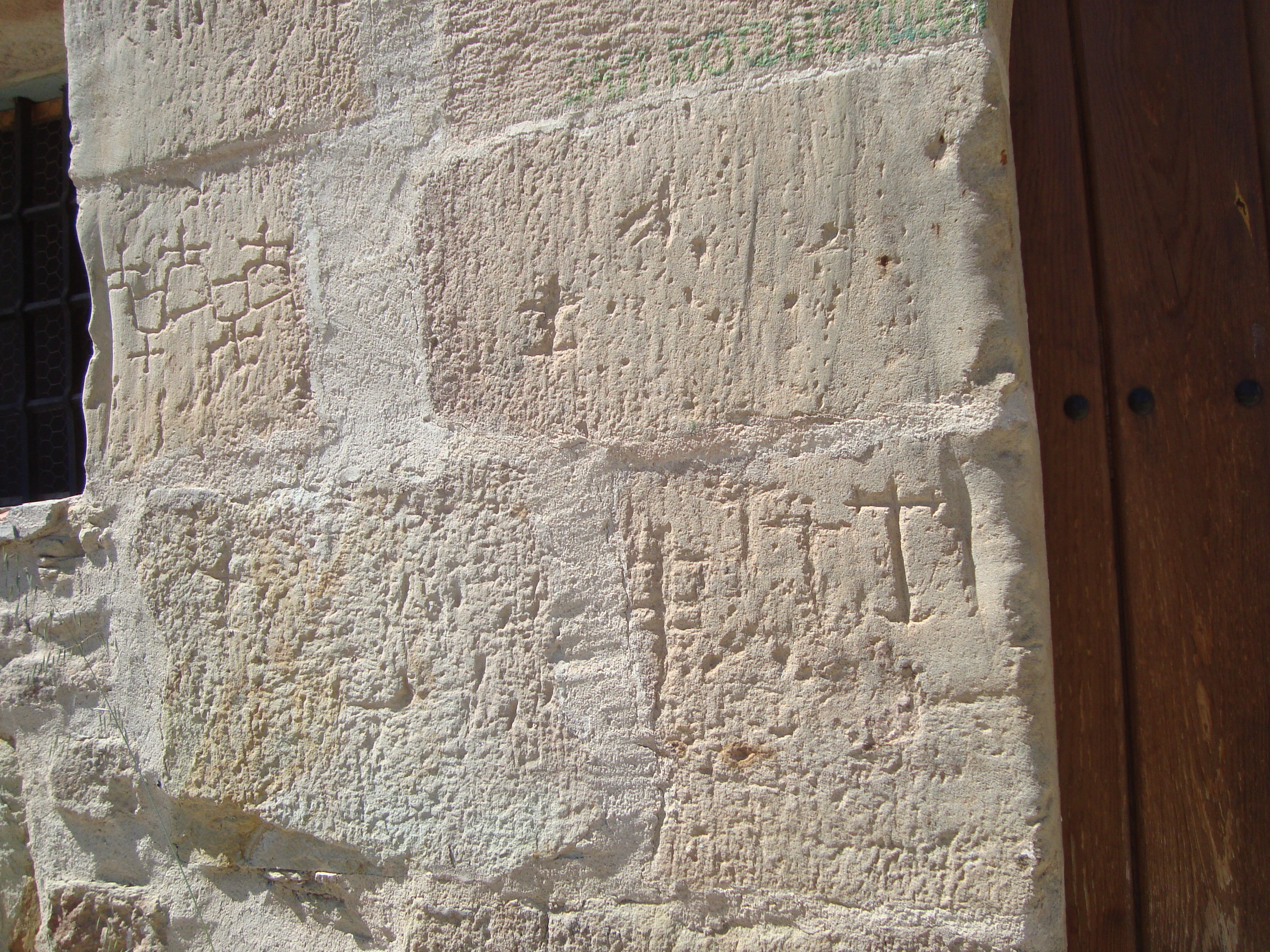
Grabados cruciformes, ermita de San Roque (Olba)

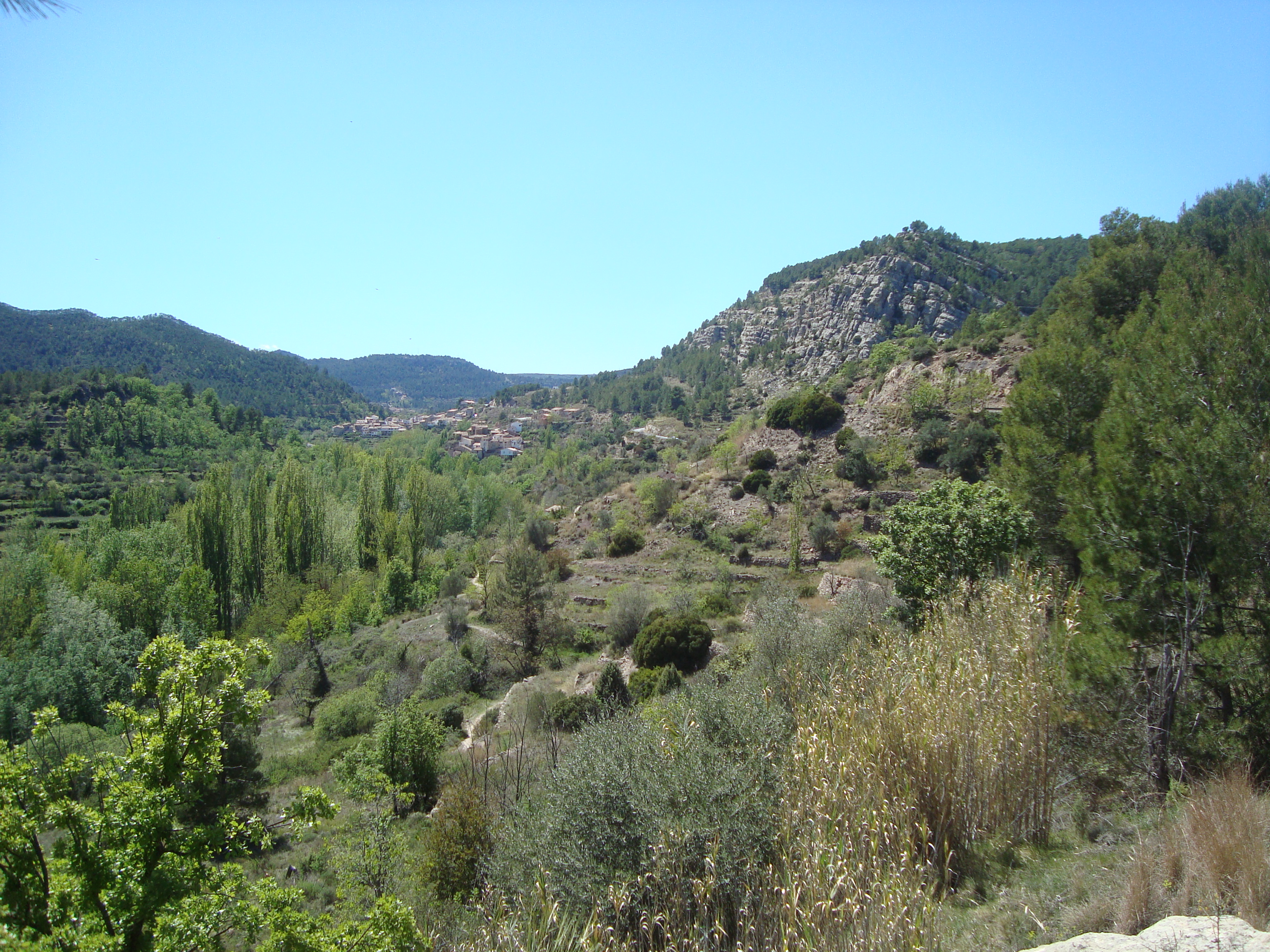
Valle de Olba (Teruel)

Olba è un comune spagnolo di 210 abitanti situato nella comunità autonoma dell'Aragona.